# Liskeardita
La liskeardita és un mineral de la classe dels fosfats. Rep el nom de la comunitat de Liskeard, a Cornualla, Anglaterra, a prop de la localitat tipus.

## Característiques
La liskeardita és un arsenat de fórmula química [(Al,Fe)32(AsO₄)18(OH)42(H₂O)22]·52H₂O. Cristal·litza en el sistema ortoròmbic.
Segons la classificació de Nickel-Strunz, la liskeardita pertany a «08.DF: Fosfats només amb cations de mida mitjana, amb proporció: (OH, etc.):RO₄ > 3:1» juntament amb els següents minerals: hotsonita, bolivarita, evansita, rosieresita, rusakovita, liroconita, sieleckiïta, calcofil·lita, parnauïta i gladiusita.
L'exemplar que va servir per a determinar l'espècie, el que es coneix com a material tipus, es troba conservat al Museu d'Història Natural de Londres (Anglaterra), amb el número de registre: #50821.

## Formació i jaciments
Es tracta d'un mineral secundari resultat de l'oxidació de sulfurs que contenen arsènic. Va ser descobert a la mina de Marke Valley, situada a Upton Cross, a la Cornualla (Anglaterra). També ha estat descrita en altres mines angleses, així com a França i Alemanya.